# Oktiabrski (Tuapsé, Krasnodar)
Oktiabrski (del ruso: Октябрьский) es un posiólok del raión de Tuapsé del krai de Krasnodar, en el sur de Rusia. Está situado en las estribaciones del Cáucaso Occidental, en la cabecera del río Pshish, 31 km al norte de Tuapsé y 85 km al sur de Krasnodar, la capital del krai. Tenía 1 967 habitantes en 1999.
Es cabeza del municipio Oktiábrskoye, al que pertenecen asimismo Altubinal, Goitj, Gunaika Pérvaya, Gunaika Chetviortaya, Páporotni y Terziyán.

## Historia
Es registrado como localidad el 24 de octubre de 1958 y bautizado en conmemoración de la revolución socialista de 1917. En 1972 era ya cabeza de municipio y contaba con 509 hogares. El 1 de enero de 1987 tenía 1 983 habitantes.

## Economía y transporte
Cuenta con una estación (Pshish) en la línea ferroviaria Tuapsé-Armavir del ferrocarril del Cáucaso Norte. Al oeste de localidad pasa la carretera R254 Maikop-Tuapsé.